# Sodankylä
Sodankylä este o comună din Finlanda.